# Polana helvola
Polana helvola är en insektsart som beskrevs av Delong 1979. Polana helvola ingår i släktet Polana och familjen dvärgstritar. Inga underarter finns listade i Catalogue of Life.